# Lok-Sabha-Wahlkreis Bagalkot
Der Lok-Sabha-Wahlkreis Bagalkot ist ein Wahlkreis bei den Wahlen zur Lok Sabha, dem Unterhaus des indischen Parlaments. Er liegt im Bundesstaat Karnataka und umfasst den gesamten Distrikt Bagalkot sowie einen kleineren Teil des Distrikts Gadag.
Bei der letzten Wahl zur Lok Sabha waren 1.568.620 Einwohner wahlberechtigt.

## Letzte Wahl
Die Wahl zur Lok Sabha 2014 hatte folgendes Ergebnis:
| Kandidat              | Partei                | Stimmen |
| --------------------- | --------------------- | ------- |
| P. C. Gaddigoudar     | BJP                   | 53,0 %  |
| Ajay Kumar Sarnaik    | INC                   | 42,2 %  |
| Shankar Bidari        | Unabh.                | 1,0 %   |
| Sonstige              | Sonstige              | 2,8 %   |
| Keiner der Kandidaten | Keiner der Kandidaten | 1,0 %   |

## Wahl 2009
Die Wahl zur Lok Sabha 2009 hatte folgendes Ergebnis:
| Kandidat          | Partei   | Stimmen |
| ----------------- | -------- | ------- |
| P. C. Gaddigoudar | BJP      | 48,1 %  |
| J. T. Patil       | INC      | 43,9 %  |
| Farooq Pakali     | BSP      | 1,3 %   |
| Sonstige          | Sonstige | 6,7 %   |

## Bisherige Abgeordnete
| Wahl | Name                             | Partei | Stimmen |
| ---- | -------------------------------- | ------ | ------- |
| 1967 | Sanganagouda Basangouda Patil    | INC    | 58,2 %  |
| 1971 | Sanganagouda Basangouda Patil    | INC    | 65,9 %  |
| 1977 | Sanganagouda Basangouda Patil    | INC    | 58,9 %  |
| 1980 | Veerendra Patil                  | INC(I) | 57,2 %  |
| 1984 | Hanmantagouda Bhimanagouda Patil | INC    | 48,2 %  |
| 1989 | Subhash Tammannappa Patil        | INC    | 46,3 %  |
| 1991 | Siddappa Bhimappa Nyamagoudar    | INC    | 45,2 %  |
| 1996 | Meti Hullappa Yamanappa          | JD     | 37,1 %  |
| 1998 | Ajaykumar Sambasadashiv Sarnaik  | LS     | 48,7 %  |
| 1999 | R. S. Patil                      | INC    | 48,3 %  |
| 2004 | P. C. Gaddigoudar                | BJP    | 52,9 %  |
| 2009 | P. C. Gaddigoudar                | BJP    | 48,1 %  |
| 2014 | P. C. Gaddigoudar                | BJP    | 53,0 %  |

## Wahlkreisgeschichte
Der Wahlkreis Bagalkot besteht seit der Lok-Sabha-Wahl 1967. Vorgängerwahlkreis war der Wahlkreis Bijapur South. Bis 1973 gehörte der Wahlkreis zum Bundesstaat Mysore, ehe dieser in Karnataka umbenannt wurde.